# The Letter
The Letter är en poplåt lanserad av gruppen The Box Tops 1967. Låten blev gruppens största framgång och en av 1967 års stora singelhitar. Den toppade USA:s Billboard-lista i fyra veckor och nådde hög placering på flera europeiska singellistor. Det var The Box Tops debutsingel, och de gick från en helt okänd lokal popgrupp till att bli internationellt kända.
Låten har sedan dess spelats in av en stor rad artister. Joe Cocker fick framgång med en version inspelad till livealbumet Mad Dogs & Englishmen som släpptes som singel 1970. Andra artister som spelat in den är bland annat Al Green, Bachman-Turner Overdrive, The Beach Boys, Robert Knight, Bobby Darin, Melanie Safka, 23 Till, och Johnny Rivers.
The Letter rankades av musikmagasinet Rolling Stone som #363 på deras lista The 500 Greatest Songs of All Time. I en uppdaterad lista återfanns den på plats 372. Låten är även invald i Grammy Hall of Fame.
I juli 1987 gick låten som då var 20 år gammal upp i topp på svenska Sommartoppen där den deltog som joker.

## Listplaceringar
| Lista (1967)   | Position                   |
| -------------- | -------------------------- |
| Australien     | 4 (Go Set)                 |
| Danmark        | 7 (DR "Top 20")            |
| Finland        | 40                         |
| Flandern       | 2                          |
| Frankrike      | 2 (SNEP)                   |
| Irland         | 11                         |
| Kanada         | 1 (RPM)                    |
| Nederländerna  | 3                          |
| Norge          | 1 (VG-lista)               |
| Nya Zeeland    | 4                          |
| Storbritannien | 5                          |
| Sverige        | 4 (Kvällstoppen)           |
| Sverige        | 2 (Tio i topp)             |
| USA            | 1 (Billboard Hot 100)      |
| USA            | 30 (Billboard R&B Singles) |
| Vallonien      | 1                          |
| Västtyskland   | 5                          |
| Österrike      | 9                          |